# Racing Club Tournon Tain
Maillots
Le Racing Club Tournon Tain est un club de football français basé à Tournon-sur-Rhône
Les Tournonaises ont évolué une saison en première division lors de la saison 1991-1992. 
Le club Tournonais comprend également une section masculine, toujours en activité, mais qui n'a jamais joué au niveau national.

## Palmarès
Le tableau suivant liste le palmarès du club dans les différentes compétitions officielles au niveau national et régional.
| Compétitions régionales     | Équipes de jeunes           |
| Votre aide est la bienvenue | Votre aide est la bienvenue |

## Bilan saison par saison
Le tableau suivant retrace le parcours du club depuis la création du championnat de Division 1 en 1974, jusqu'à sa disparition.
| Édition   | Division 1  | Divisions Régionales |
| 1974-1991 | -           | …                    |
| 1991-1992 | 10e (Gr. A) | -                    |
| 1992-.... | -           | …                    |